# كاني سبزة (بهي دهبكري)
کاني سبزة (بالفارسية: کانی‌سبزه) هي قرية تقع في إيران في قسم بهي دهبکري الريفي. يقدر عدد سكانها بـ 88 نسمة بحسب إحصاء 2016.